# Prinerigone
Prinerigone Millidge, 1988 è un genere di ragni appartenente alla famiglia Linyphiidae.

## Distribuzione
Le tre specie oggi attribuite a questo genere sono state reperite in Eurasia e in Africa.

## Tassonomia
A giugno 2012, si compone di tre specie:
- Prinerigone aethiopica (Tullgren, 1910)[3] — Camerun, Kenya, Tanzania
- Prinerigone pigra (Blackwall, 1862) — Isola di Madeira
- Prinerigone vagans (Audouin, 1826)[4] — Europa
  - Prinerigone vagans arabica (Jocqué, 1981) — Arabia Saudita

### Sinonimi
- Prinerigone afroalpina (Holm, 1962); esemplare trasferito qui dal genere Erigone Audouin, 1826, è stato riconosciuto in sinonimia con Prinerigone aethiopica Tullgren, 1910, a seguito di un lavoro degli aracnologi Bosmans & Jocqué del 1983[1].
- Prinerigone jeannei (Bristowe, 1935); esemplare trasferito qui dal genere Erigone Audouin, 1826, è stato riconosciuto in sinonimia con Prinerigone vagans Audouin, 1826, a seguito di un lavoro dell'aracnologo Wunderlich del 1977[1].